# TMEM249
TMEM249 (англ. Transmembrane protein 249) – білок, який кодується однойменним геном, розташованим у людей на короткому плечі 8-ї хромосоми. Довжина поліпептидного ланцюга білка становить 235 амінокислот, а молекулярна маса — 27 046.
| 10         |  | 20         |  | 30         |  | 40         |  | 50         |
| ---------- |  | ---------- |  | ---------- |  | ---------- |  | ---------- |
| MPKGRAGSLP |  | TTSIGWRFQL |  | WFLGLTCPER |  | HLARRLKNNS |  | FYPFVQQEPN |
| VFVLEYYLDT |  | LWKGMLLFII |  | SVVLVSFSSL |  | REVQKQETWV |  | FLVYGVGVGL |
| WLVISSLPRR |  | RLVLNHTRGV |  | YHFSIQGRTV |  | CQGPLHLVYV |  | RLALSSDAHG |
| RCFFHLVLGG |  | HRLEPLVLVQ |  | LSEHYEQMEY |  | LGRYIARKLN |  | INYFDYLATS |
| YRHVVRHWPP |  | PGAGTVMGKS |  | PMGHKPSSSQ |  | SSLEV      |  |            |

A: Аланін

C: Цистеїн

D: Аспарагінова кислота

E: Глутамінова кислота

F: Фенілаланін

G: Гліцин

H: Гістидин

I: Ізолейцин

K: Лізин

L: Лейцин

M: Метіонін

N: Аспарагін

P: Пролін

Q: Глутамін

R: Аргінін

S: Серин

T: Треонін

V: Валін

W: Триптофан

Локалізований у мембрані.